# Barbie és a Sellőkaland 2.
A Barbie és a Sellőkaland 2. (eredeti cím: Barbie in a Mermaid Tale 2) egész estés amerikai 3D-s számítógépes animációs film.
Kanadában 2012. március 6-án, Magyarországon pedig március 20-án adták ki DVD-n.

## Szereplők
| Szereplő | Eredeti hang   | Magyar hang  | Leírás |
| -------- | -------------- | ------------ | ------ |
| Merliah  | Kelly Sheridan | Csondor Kata |        |
| Kylie    | Ashleigh Ball  | ?            |        |
| Eris     | Kathleen Barr  | ?            |        |
| Calissa  | Nicole Oliver  | ?            |        |
| Fallon   | Nakia Burrise  | ?            |        |